# 三笠駅 (北海道)
三笠駅（みかさえき）は、北海道三笠市本町にかつて存在した、北海道旅客鉄道（JR北海道）幌内線の駅（廃駅）である。電報略号はカサ。事務管理コードは▲131502。

## 歴史

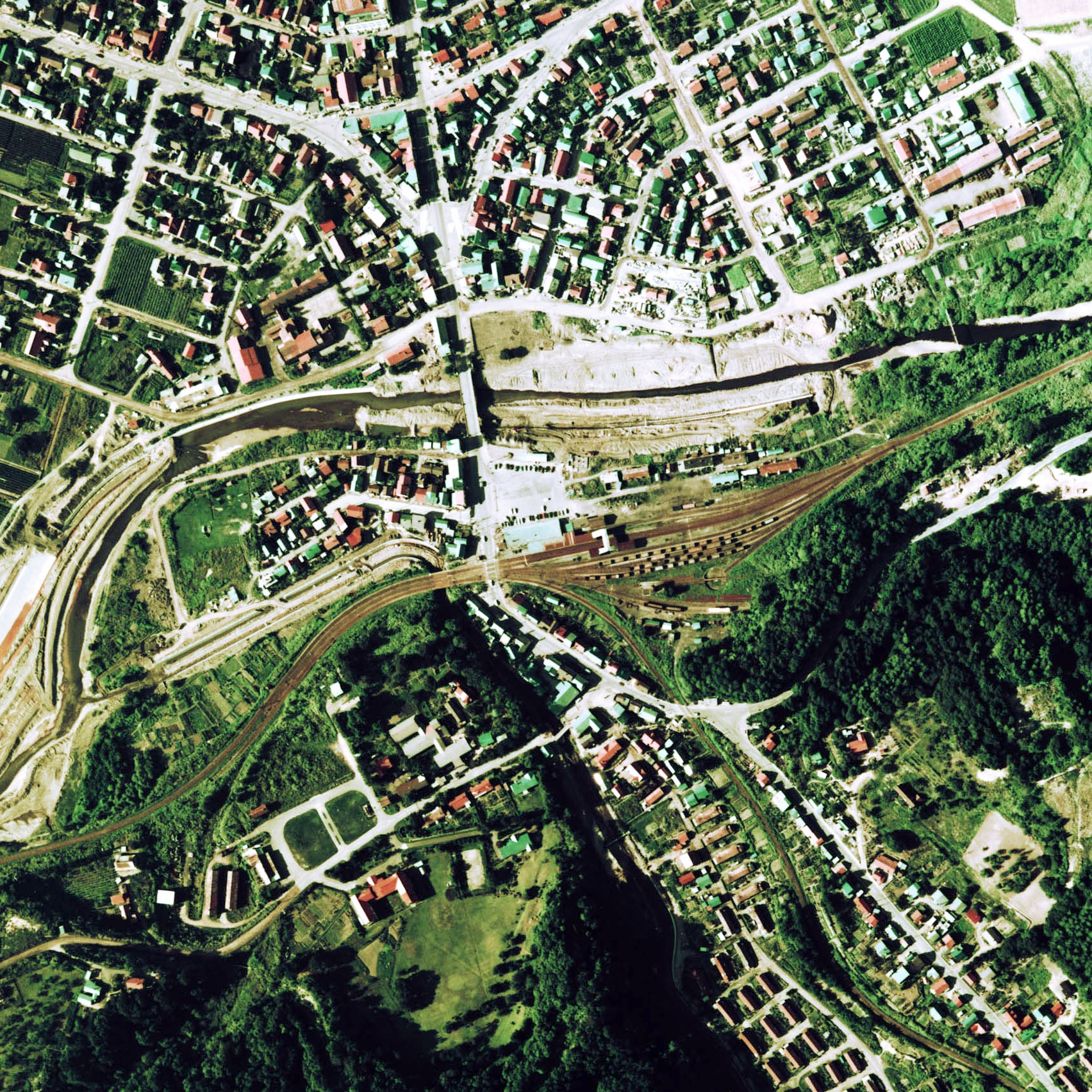
1976年の三笠駅と周囲750m範囲。左が岩見沢方面。右が幾春別方面。右下が貨物支線になった幌内方面。

1878年（明治11年）当時の開拓事業停滞の打開策として打ち出された炭田開発の一環として、茅沼炭鉱に次いで開山した北海道内2番目の炭鉱である幌内炭鉱から、札幌を経由して小樽港まで石炭を運ぶ目的のために敷設された北海道内最初の鉄道である幌内鉄道の主要駅として幌内太駅の名称で開業した。先に開通していた手宮 - 札幌間の手宮駅、住吉駅（現：南小樽駅）、銭函駅、札幌駅に次いで、同時開業の江別駅、幌内駅と並んで北海道内で5番目に古い駅であった。

### 年表
- 1882年（明治15年）
  - 8月：幌内太機関室（後の幌内太機関庫）設置。
  - 11月13日：官営幌内鉄道の札幌 - 幌内間開業に伴い、幌内太駅（ほろないぶとえき）として新設[1]。一般駅[1]。
- 1888年（明治21年）12月10日：当駅 - 郁春別（後の幾春別）間の支線が開業。
- 1889年（明治22年）12月11日：北海道炭礦鉄道に譲渡。
- 1901年（明治34年）5月：跨線橋設置。
- 1906年（明治39年）10月1日：北海道炭礦鉄道の鉄道路線国有化により、官設鉄道に移管[1]。
- 1910年（明治43年）5月：幌内太機関庫が岩見沢機関庫幌内太分庫となる。
- 1914年（大正3年）10月：三笠炭砿（後に住友に買収されて唐松炭砿と改称）から当駅積込場へ馬車軌道4.8 km 敷設。
- 1929年（昭和4年）12月25日：唐松駅開設により、唐松炭砿からの馬車軌道廃止。
- 1940年（昭和15年）9月：跨線橋改築。
- 1944年（昭和19年）4月1日：駅名を三笠駅に改称[1]。
- 1958年（昭和33年）3月：駅舎および跨線橋を改築。
- 1972年（昭和47年）11月1日：当駅 - 幌内駅間旅客営業廃止に伴い、岩見沢駅 - 幾春別駅間が本線、三笠駅 - 幌内駅間は貨物支線となる[3]。
- 1981年（昭和56年）5月25日：貨物の取り扱いを廃止[4]。
- 1984年（昭和59年）2月1日：荷物の取り扱いを廃止[1]。
- 1987年（昭和62年）
  - 4月1日：国鉄分割民営化により、JR北海道へ承継[1]。
  - 7月13日：幌内線の全線廃止に伴い、廃駅となる[1]。

### 駅名の由来
開設時の駅名「幌内太」は、幌内川（三笠幌内川）が幾春別川に合流する地点を指したアイヌ語、「ポロナイプトゥ（poronay-putu）」（幌内川の・口）から名づけられたが、1906年（明治39年）に市来知、幌内、幾春別の3村合併が合併し「三笠山村」が発足しており、その後1942年（昭和17年）9月の町制施行に伴い「三笠町」となったことから、1944年（昭和19年）4月に駅名も改称となった。

## 駅構造
1面1線の単式ホームと1面2線の島式ホームを複合した計2面3線のホームと線路を有する、列車行き違い可能な有人駅で、ホーム間は跨線橋で結ばれていた。幌内方面の線路は当駅の岩見沢方で分岐しており、幌内方面への列車は当駅のホームに直接入線できない配線であった。
また、機関庫開設当初はデルタ線（Y線）、後に転車台の入換設備が設けられた。

## 駅周辺
- 幌内太駅（当時の雰囲気のみ復元）
- 多賀町商店街
- 平和通り
- 三笠市役所
- 空知商工信用組合三笠支店
- 三笠山橋
- セイコーマート三笠
- 北海道中央バス・三笠市営バス「三笠市民会館」停留所

## 駅跡
現在、三笠駅は三笠鉄道村三笠ゾーン（クロフォード公園）として現在も活用されており、跨線橋とホームが現存している。廃止後、駅舎を取り壊し、初代駅舎を再現した上で再整備されている。

## 隣の駅
北海道旅客鉄道（JR北海道）
幌内線
萱野駅 - 三笠駅 - 唐松駅
幌内線（貨物支線） 
三笠駅  - （幌内住吉駅） - 幌内駅
※1972年（昭和47年）までは幌内駅方面が本線であったが、同年の旅客営業廃止に伴い、幾春別駅方面を本線として、幌内駅方面を貨物支線とした。幌内住吉駅はこのとき廃駅。